# Иванка Митева-Коралова
Иванка Митева-Коралова е българска оперна певица – сопран.
На 16 – 17 годишна възраст пристига в София на прослушване пред Иван Вулпе. Продължава да учи пеене при него, Пенка Тороманова, Христина Морфова. Пее в Софийската опера от 1936 година, а през 1940 година печели Хумболдтова стипендия и специализира в Берлин. През 1937 година при постановката на операта „Янините девет братя“, композиторът Любомир Пипков специално дописва за Митева една малка ария на момиче от народа.
На 30 януари 2011 година Националната опера и балет отбеляза 100-годишнината на оперната певица с представлението „Хофманови разкази“. Певицата с 25-годишна кариера е изпълнявала най-дълго ролята на Мадам Бътърфлай.